# オンタリオ国際空港
オンタリオ国際空港（オンタリオこくさいくうこう、英: Ontario International Airport） (IATA: ONT, ICAO: KONT, FAA LID: ONT) は、アメリカ合衆国カリフォルニア州オンタリオ市に位置する地域空港だが、国際線も就航している。

## 概要
ロサンゼルスのダウンタウンから約60km離れているため利便性に難があり、近年旅客数は低迷しているが、航空貨物の設備は全米でも有数の規模を持っている。物流大手のUPS航空が拠点を置いており、オンタリオ市の主要な雇用主となっている。このため地元住民は空港の騒音公害に比較的寛容であり、空港の24時間発着を許可している。オンタリオ空港は3700mの滑走路を備えており、大型機の発着が可能である。このためロサンゼルス国際空港を補完する空港として重要な地位を占める。『フォーブス誌』は本空港をアメリカ国内の五大代替空港のひとつにあげている。

## ターミナル
オンタリオ国際空港には3つの旅客ターミナルがある。ターミナル2は13ゲートを有する。ターミナル4は14ゲートを有する。国際線ターミナルは到着設備のみで、出発は国内線ターミナルからとなる。
貨物ターミナルは会社ごとに分かれている。UPS航空は空港の南東部、フェデックス・エクスプレスは北西部に位置している。

## 就航航空会社

### 旅客
| 航空会社                   | 就航地 |
| -------------------------- | --- |
| アラスカ航空               | ホノルル、シアトル |
| ホライゾン航空             | ポートランド |
| アメリカン航空             | シャーロット、ダラス/フォートワース、フェニックス |
| アメリカン・イーグル       | フェニックス |
| デルタ航空                 | アトランタ、ソルトレイクシティ |
| デルタ・コネクション       | ソルトレイクシティ、シアトル |
| フロンティア航空           | デンバー、ヒューストン/インターコンチネンタル、ラスベガス、ポートランド、サンフランシスコ、シアトル 季節運航 : ダラス/フォートワース                                     |
| ジェットブルー航空         | 季節運航 : ニューヨーク/JFK |
| サウスウエスト航空         | オースティン、ボルチモア、シカゴ/MDW、ダラス/ラブフィールド、デンバー、ヒューストン/ホビー、ラスベガス、ナッシュビル、オークランド、フェニックス、サクラメント、サンノゼ |
| ユナイテッド航空           | シカゴ/ORD、デンバー、ヒューストン/インターコンチネンタル、サンフランシスコ                                                                                              |
| ユナイテッド・エクスプレス | サンフランシスコ |
| ボラリス                   | グアダラハラ、レオン、モレリア、サンホセデルカボ |
| アビアンカ・エルサルバドル | エルサルバドル国際空港 |
| チャイナエアライン         | 台北/桃園 |
| スターラックス航空         | 台北/桃園 |

### 貨物
- UPS航空
- フェデックス・エクスプレス
- アマゾン・エア
- アロハエアカーゴ
- アジア・パシフィック・エアラインズ

## 付近のエンタメ施設
空港の東には、全米最大級のアウトレットモールオンタリオ・ミルズがある。

## ロサンゼルス・メトロポリタン・エリアの空港の位置関係
ロサンゼルス大都市圏には、ロサンゼルス/LAX、ロサンゼルス/サンタアナ（オレンジ・カウンティ）(SNA)、ロサンゼルス/バーバンク(BUR)、そしてロサンゼルス/ロングビーチ(LGB)などの空港がある。